# سگ‌ماهی مخملی بینی‌کوتاه
سگ‌ماهی مخملی بینی‌کوتاه (نام علمی: Centroscymnus cryptacanthus) نام یک گونه از راسته خاردارکوسه‌سانان است.